# Ivan Klánský
Ivan Klánský (ur. 13 maja 1948 w Pradze) – czeski pianista.

## Życiorys
Ivan Klánský studiował w praskim Konserwatorium u Valentiny Kameníkovéj i Akademii Sztuk Scenicznych w Pradze u Františka Raucha. Laureat 2. nagrody (1. nagrody nie przyznano) na Międzynarodowym Konkursie Pianistycznym im. Ferruccio Busoniego w Bolzano w 1967. W 1968 otrzymał 2. nagrodę na III Międzynarodowym Konkursie Bachowskim w Lipsku. Był także finalistą VIII Międzynarodowego Konkursu Pianistycznego im. Fryderyka Chopina w Warszawie w 1970. 
Ivan Klánský koncertował w najbardziej renomowanych salach na świecie. Nagrał wiele płyt, między innymi z wszystkimi utworami fortepianowymi Bedřicha Smetany. Członek Guarneri Trio Prague oraz profesor na uczelniach w Pradze i w Lucernie.
Brał także udział w pracach jury podczas Międzynarodowego Konkursu Pianistycznego im. Fryderyka Chopina w Warszawie w 1990 i 1995 roku.
W 2023 roku został odznaczony Medalem Za Zasługi I stopnia.